# Saint-Sever-de-Rustan
Saint-Sever-de-Rustan è un comune francese di 163 abitanti situato nel dipartimento degli Alti Pirenei nella regione dell'Occitania.

## Società

### Evoluzione demografica
Abitanti censiti